# Bertha Braunthal
Bertha Braunthal, née le 1er février 1887 à Vienne et morte en 1967 à Londres, est une femme politique allemande d'origine autrichienne. Après avoir été membre du Parti social-démocrate indépendant d'Allemagne, elle rejoint le Parti communiste et responsable du mouvement prolétarien des femmes.

## Biographie

### Enfance et famille
Bertha Braunthal est née le 1er février 1887 à Vienne. Elle est la fille d'un comptable juif et la sœur aînée de Julius (de) et Alfred Braunthal (de), deux personnalités du mouvement socialiste. Elle-même est membre du Parti social-démocrate d'Autriche.
Elle épouse le britannique William Clark.

### Vie politique
Pendant la Première Guerre mondiale, elle travaille comme commis dans une usine aux Pays-Bas, puis à Berlin. Elle rejoint la Ligue spartakiste et le Parti social-démocrate indépendant d'Allemagne (USPD) à Berlin,. 
En décembre 1919, elle est élue au secrétariat du Comité central de l'USPD, composé de six membres. À partir de mars 1920, elle dirige le travail de propagande auprès des femmes en tant que secrétaire et est employée au journal féminin du parti, Die Kämpferin,,. 
Le 4 décembre 1920, l'USPD se scinde, son aile gauche, à laquelle appartient Bertha Braunthal, rejoint le Parti communiste unifié d'Allemagne (KPD). Bertha Braunthal est élue au siège du parti et devient responsable du secrétariat des femmes, jusqu'en 1923. Elle travaille aussi au comité de rédaction du magazine Die Kommunistin, avec Clara Zetkin, Hertha Sturm et Martha Arendsee,,. Comme Die Kämpferin, cette revue dénonce la charge de travail domestique effectué par les femmes sans être reconnu, ni par les familles, ni par la société et propose des solutions pour améliorer la confiance en elles des femmes et les inciter à lutter pour leurs droits. « Mari et enfants considèrent tout cela [son travail] comme allant de soi. (Bertha Braunthal, die Kämpferin, 13 mai 1920 ».
Elle participe au Troisième Congrès mondial du Komintern à Moscou.
Plus tard, avec son mari, elle travaille au comité de rédaction du magazine du Komintern, Internationale Pressekorrespondenz (Inprecor), à Berlin, qui est dirigé par Gyula Alpári. Elle est responsable de la publication de l'édition anglaise d'Inprekorr. 

### Exil à Londres
En 1933, devant l'arrivée au pouvoir des nazis, elle rejoint son mari à Londres, devient membre du Parti communiste de Grande-Bretagne et travaille pour l'hebdomadaire World News and Views, successeur de l'Inprekorr de langue anglaise. Après la dissolution du Komintern en 1943, elle travaille comme traductrice pour le Parti communiste de Grande-Bretagne,,.
Bertha Braunthal décède à Londres en 1967.

## Publication
- (de) « Zur Diskussion über die politische Frauenorganisation », Arbeiterinnenzeitung, vol. 15,‎ 1913 (lire en ligne)